# Ріккенбах (Баден-Вюртемберг)
Ріккенбах (нім. Rickenbach) — громада в Німеччині, знаходиться в землі Баден-Вюртемберг. Підпорядковується адміністративному округу Фрайбург. Входить до складу району Вальдсгут.
Площа — 34,65 км2. Населення становить 3917 ос. (станом на 31 грудня 2020).